# Síndrome de Marcus-Gunn
El síndrome de Marcus Gunn radica en una ptosis palpebral (caída del párpado) congénita, la mayoría de los casos en solo un lado del rostro, con una elevación exagerada del párpado caído al mover la mandíbula. Aunque el síndrome se mantiene en la edad adulta, es más claro en la niñez. Los movimientos espasmódicos del párpado son muy aparentes durante la succión del pezón y son ya observables poco después del nacimiento. Este síndrome constituye aproximadamente el 6 % de todos los casos de ptosis congénita y ha sido observado en varios miembros de una misma familia. Es una condición dominancia autosómica con incompleta penetrancia genética.
Se considera este síndrome como una ptosis sincinética debida a una conexión inusual entre las ramas motoras del trigémino que inervan el músculo pterigoide y las fibras de la porción superior del nervio oculomotor que inervan el músculo elevador superior del párpado superior. Esta elevación sincinética se ha comprobado electromiográficamente al demostrar la contracción simultánea del pterigoide externo y del músculo elevador. En algunos casos muy raros, la sincinesia se manifiesta entre el pterigoide interno y los músculos elevadores y, en esta caso el párpado se eleva al cerrar la boca y apretar los dientes.

El fenómeno de Marcus Gunn se transmite con un patrón autosómico dominante

Existe una serie de situaciones, en las cuales al mover la mandíbula puede ocurrir la sincinesis, entre ellas tenemos: al estar siendo amamantados los bebes, reír, masticar, tragar, hablar, silbar, protruir la lengua, etc. Sin embargo la elevación del párpado se hace muy notoria cuando el paciente abre la boca mientras está mirando hacia abajo.
Mientras la mandíbula se encuentra en reposo, el ojo afectado presenta una blefaroptosis y la fisura palpebral puede variar de moderada a grave, pudiendo en algunos casos interferir con la visión normal, la ptosis se encuentra presente en el 90 % de los casos del síndrome de Marcus Gunn y generalmente se presenta en un solo lado del rostro con preferencia por el izquierdo, aunque existen algunos casos raros de ptosis en ambos lados del rostro.
Del 50 % al 60 % de los casos, el síndrome de Marcus Gunn está asociado a estrabismo, en un 25 % de los casos a parálisis del músculo recto superior. También se observan anisometría en del 3 % al 25 % de los pacientes y ambliopía en el 25 % al 30 %, generalmente secundaria al estrabismo o a la anisotropía
En relación con la frecuencia de aparición, esto puede ocurrir invariablemente en ambos sexos, pero se ha reportado que existe una inclinación a ser más frecuente en el sexo femenino. Este síndrome es sabido como de carácter congénito, pero existen situaciones excepcionales en las cuales puede ser adquirido, las cuales serían posteriores a: cirugías oftalmológicas, sífilis, trauma y tumores de la protuberancia anular.
Algunos pacientes adultos aprenden a manejar la caída del párpado, colocando la cabeza ligeramente hacia abajo y mirando hacia arriba, disminuyendo así la ptosis, de cualquier manera esto solo es posible en los casos leves.

## Tratamiento
El tratamiento del síndrome de Marcus Gunn es variado y depende de la gravedad de la blefaroptosis o del salto palpebral al mover la mandíbula (guiño mandibular).
Existe una serie de procedimientos de cirugía que se pueden emplear para mejorar la situación presente en esta afección, algunos involucran al párpado en sí y utilizan injertos de fascia lata como elemento suspensor, otros involucran al músculo elevador del párpado superior, el cual es recortado y transpuesto para corregir la ptosis presente. Algunos de estos pacientes requieren de varias intervenciones quirúrgicas para lograr los resultados estéticos y funcionales óptimos. Es muy importante en este tipo de cirugía, conocer los efectos del reflejo óculo-cardíaco, ya que la tracción que se realiza sobre la musculatura extra ocular, puede producir efectos adversos sobre el ritmo cardíaco, específicamente una bradicardia, debido a la estimulación parasimpática del nervio vago.

## Fenómeno inverso de Marcus Gunn
El fenómeno inverso de Marcus Gunn es una rara condición.